# Robert Cialdini
Robert Beno Cialdini (27 de abril de 1945) é um professor emérito de Psicologia e Marketing na Universidade do Estado do Arizona. É mais conhecido como o autor do best-seller As Armas da Persuasão.

## Educação
Cialdini recebeu seu Bachelor of Science diploma da Universidade do Wisconsin no Milwaukee em junho de 1967. Em seguida, ele passou para Pós-graduação em Psicologia Social na Universidade da Carolina do Norte e obteve seu Ph.D. em junho de 1970 e recebeu treinamento de pós-graduação em Psicologia Social na Universidade de Columbia. Ele realizou Visiting Scholar. Nomeações na Ohio State University, na University of California, na Annenberg School of Communications, e na Graduate School of Business da Stanford University.  Atualmente, Cialdini é Regente Professor Emérito da Psicologia e Marketing da Universidade Estadual do Arizona.

## Trabalho
Ele é mais conhecido por seu livro de 1984 sobre persuasão e marketing, Influência: A Psicologia da Persuasão.  Ele foi baseado em três anos "disfarçados" solicitando e treinando em concessionárias de carros usados, organizações de levantamento de fundos e empresas de telemarketing para observar situações reais de persuasão. Ele descobriu que a influência se baseia em seis princípios-chave: reciprocidade, compromisso e consistência, prova social, autoridade, gosto, escassez. Em 2016 ele propôs um sétimo princípio. Ele o chamou de princípio da unidade. Quanto mais nos identificamos com os outros, mais somos influenciados por esses outros.
O livro vendeu mais de três milhões de cópias e foi traduzido em trinta idiomas. É mencionado em 50 Psychology Classics.
Um dos outros livros da Cialdini, "Sim! 50 Maneiras Cientificamente Provadas de Ser Persuasivo", foi um New York Times' Bestseller; e outro de seus livros, "The Small BIG: Pequenas mudanças que despertam uma grande influência", foi um "Times". Livro do ano. O livro mais recente do Cialdini é Pre-suasion, que foi publicado em 2016.
O prêmio Robert B. Cialdini da Sociedade para a Personalidade e Psicologia Social tem seu nome em homenagem à pesquisa psicológica que demonstra a relevância social usando métodos de campo. Ele foi eleito membro da Academia Nacional de Ciências em abril de 2019.

## Projetos
A Cialdini foi contratada juntamente com muitos outros cientistas comportamentais para a campanha presidencial Barack Obama no 2012. Ele também aconselhou no início.

## Influência do livro, a psicologia da persuasão
Para escrever este livro, a Cialdini trabalhou durante três anos "disfarçada" em vários trabalhos e recebendo treinamento em vendas de carros usados, instituições de caridade, empresas de telemarketing e similares, observando situações reais de persuasão. O livro também analisa muitos dos mais importantes experimentos e teorias em psicologia social
Cialdini articula em seis fundamentos principais sua teoria:
1. Compromisso e coerência: O impulso de ser/ parecer coerente (mesmo com suas próprias declarações ou posições expressas acima) representa uma poderosa arma de influência social.
2. Reciprocidade: Normalmente, o homem sente a necessidade de retornar favores reais ou presumidos. Este aspecto também tem sido descrito como parte da antropologia cultural como algo que caracteriza todas as sociedades humanas. Para a Cialdini, esta regra tem as seguintes características: é "avassaladora": é muito poderosa para estimular a aquiescência dos outros. Ela impõe a "dívida" que ninguém pediu: porque ela pode fazer com que a dívida seja sentida por favores que não foram solicitados.
3. Aprovação social: As pessoas geralmente tendem a acreditar que o comportamento que um grande número de pessoas está adotando é válido. Este é o fenômeno sócio-psicológico por trás da disseminação da "moda".
4. Autoridade: As explicações são apoiadas por uma referência a um caráter importante, real ou suposto, ou são apresentadas como se fossem derivadas de tal figura/instituição, acentuando o valor da persuasão.
5. Simpatia: Através da construção de um vínculo de simpatia e "similaridade" real ou suposta, é mais fácil obter as modificações da mudança de atitude, quando há atração física.
6. Escassez: A tendência natural de maximizar a disponibilidade de recursos sobre um determinado assunto leva a uma mudança de atitude em relação ao comportamento de compra se a disponibilidade de ativos for apresentada como limitada em tempo ou acessibilidade. A percepção da escassez gera demanda. Ela explica o uso de ofertas "limitadas no tempo" e seu efeito positivo sobre as vendas.

## Obras
- Influence: The Psychology of Persuasion (1984), posteriormente reeditado como Influence: Science and Practice (2001) (em português: As Armas da Persuasão)
- Yes! 50 Scientifically Proven Ways to Be Persuasive (2008), com Noah J. Goldstein e Steve J. Martin (em português: Sim! 50 Segredos da Ciência da Persuasão)
- The Small Big (2014), com Noah J. Goldstein e Steve J. Martin (em português: Persuasão & Influência)